# Howard Hughes
Howard Robard Hughes, Jr. (Humble, 24 de diciembre de 1905-Houston, 5 de abril de 1976) fue un multimillonario empresario, magnate, inversionista, ingeniero autodidacta, aviador, productor y director de cine estadounidense, conocido por sus películas La horda (1928), Hermanos de armas (1930) y The Outlaw (1943). Igualmente se le reconoce por sus aportes a la aviación, introduciendo numerosas innovaciones en el diseño de aeronaves, tales como la construcción de aviones como el Hughes H-1 y el hidroavión Hughes H-4 Hercules, además de materializar muchas hazañas aéreas, incluyendo la obtención de varios récords de velocidad y extensión.
Hughes, además, alcanzó una gran notoriedad pública gracias a su férrea oposición al pseudo-monopolio de la icónica aerolínea estadounidense Pan Am, que disponía de la «Designación legal» para realizar exclusivamente vuelos transatlánticos en Estados Unidos, viéndose envuelto en una batalla política y legal que finalmente acabó con dicha legislación, permitiendo el inicio de operaciones en el área de su propia línea aérea, la Trans World Airlines, mediante sus aviones Lockheed Constellation.
Fue un personaje polémico por sus excentricidades, manías y su comportamiento lunático en general, que estuvo motivado en gran medida por padecer de un trastorno obsesivo-compulsivo (TOC); no obstante, su genialidad es indiscutible, y su legado notorio en todos los ámbitos en los que se desenvolvió. Su fallecimiento en 1976 fue igualmente controvertido; muy enfermo fue embarcado en un avión en México rumbo a Houston, pero no está claro si falleció antes de llegar.
Fue considerado el hombre más adinerado del mundo y el primero en llegar a tener 1000 millones de dólares, con una fortuna estimada en unos mil quinientos millones de dólares en el momento de su muerte. En 1983, tras años de disputas legales, su patrimonio, cotizado en unos 2500 millones de dólares, se dividió entre sus 22 primos, incluyendo a su primo William Lummis, que ejerció como fideicomisario del Instituto Médico Howard Hughes.

## Infancia
Howard nació en Humble, Texas, el 24 de diciembre de 1905, fecha que es puesta en duda por algunos biógrafos (según los registros bautismales nació el 24 de septiembre). Sus padres fueron Howard y Alene Hughes.
Su padre, Howard Robard Hughes, fue un industrial de antepasados ingleses, que patentó la broca tricono, que permitía excavar pozos de petróleo antes inaccesibles. En 1908 fundó la Hughes Tool Company para comercializar este invento. Al heredar este negocio, el adolescente Howard hijo se alió con la firma Baker.

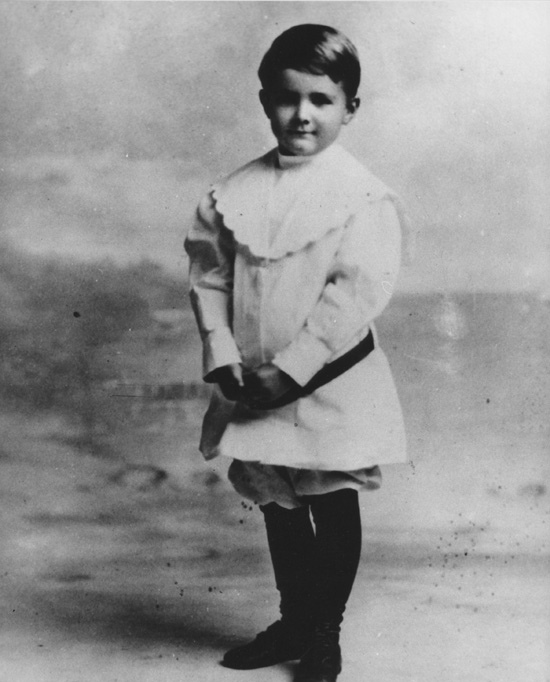
Hughes en 1912.

Su madre, Alene Hughes, padecía misofobia (miedo a la suciedad o la contaminación microbiana). Influenció y sobreprotegió a Howard, llegando al punto de aislarlo de todos los gérmenes ambientales. Mantenía los clásicos rituales victorianos en cuanto al cuidado de la salud de los hijos. Repasaba exhaustivamente el cuerpo desnudo del niño. Comprobaba igualmente sus deposiciones. Y a diario se ocupaba también del baño de su hijo, al que frotaba todo el cuerpo con un potente jabón de lejía. Ante cualquier síntoma de fiebre o malestar, acudían varios médicos a la casa familiar para atender al niño, sin importar la hora que fuese. Aparentemente, la obsesión sería una dolencia que Hughes también sufriría a su modo (TOC).
A los 11 años construyó la primera emisora de radio que hubo en Houston. Con ella logró comunicarse con los barcos que surcaban las aguas del golfo de México. Recogía y grababa los mensajes, e incluso acertó a interpretar que los sonidos obedecían al código Morse, que aprendió en una sola noche. Al día siguiente ya contactaba con los oficiales de los buques. Parece que, como su padre, era muy inteligente y sentía interés hacia todas las cosas mecánicas. A los 12 años de edad, fotografiaron a Hughes en el periódico local por ser el primer muchacho de Houston en tener una bicicleta motorizada, que había construido él mismo.

## Juventud
Alene Hughes murió en marzo de 1922, debido a las complicaciones de un embarazo ectópico. Este hecho marcó profundamente a Howard. Nunca conseguiría deshacerse de un permanente estado de melancolía causado por la pérdida de su sobreprotectora madre.
Menos de dos años más tarde, en enero de 1924, a la edad de 18 años, su padre falleció de un ataque al corazón. Howard quedó muy afectado al perder a sus padres siendo él tan joven. Sus muertes, y sus propias fobias, impulsaron a Hughes a crear en los años 50 un laboratorio de investigación médica, sin ánimo de lucro.
Por voluntad de su padre, Howard heredó el 75 % de su multimillonaria fortuna, que además incluía las cantidades generadas por la perforación de yacimientos de petróleo. Poco después de la muerte de su padre, ingresó en el Rice Institute of Technology de Houston. Antes había estado en el California Institute of Technology, en Pasadena, donde no obtuvo ningún diploma.
En 1924 abandonó el Rice Institute y en junio de 1925 se casó con Ella Rice. Juntos abandonaron Houston y se trasladaron a Hollywood, donde Howard esperaba producir películas. Muy pronto, el matrimonio entró en crisis, por las duras condiciones de vida doméstica que Howard imponía a su esposa, entre otros motivos.
Para el millonario Hughes, el dinero era un medio para comprar lo que no podía obtener por sus propios méritos personales. Suyas son las famosas frases que lo retratan en este aspecto: «Puedo comprar a todos los hombres del mundo» y «Todo el mundo tiene su precio».
Hughes gastaba enormes cifras en regalos deslumbrantes para sus amantes, en lujosas fiestas y en sobornos varios. Así lograba comprar voluntades y cuerpos. También derrochaba grandes sumas en proyectos y empresas de dudosa rentabilidad. No había ninguna persona en su ámbito que fuera capaz de hacer frente a su dominante personalidad, excepto tal vez su contable Noah Dietrich.
El 11 de julio de 1936, a la edad de 30 años, Hughes atropelló con su coche a un peatón llamado Gabriel Meyer, en Los Ángeles, matándolo. En el hospital donde le atendieron, un médico tomó nota de que parecía haber bebido alcohol. Fue detenido y acusado de "sospecha de homicidio negligente". Un testigo declaró a la policía haber visto circular el automóvil de Hughes de forma errática y a gran velocidad. Declaró que, antes del accidente, el peatón se encontraba quieto en la zona segura de una parada de tranvía. Pero más tarde, durante la investigación, el testigo se retractó de todo lo dicho y apoyó la versión de Howard, según la cual conducía despacio cuando un peatón se abalanzó frente a su vehículo sin que pudiera esquivarlo. El Fiscal de Distrito recomendó que Hughes fuera eximido de cualquier responsabilidad en el caso.
Por otro lado, su astucia y su falta de escrúpulos como hombre de negocios quedan claras al ver cómo conseguía evitar los impuestos mediante resquicios legales. En los primeros años de su compañía aeronáutica Hughes Aircraft (fundada en 1932), intentó sin éxito trasladar la empresa de California a Nevada, donde los impuestos eran más bajos. Al final, en 1953, donó todos sus activos a su propio instituto de investigación médica (el Instituto Médico Howard Hughes), entidad exenta del pago de impuestos.
Aunque vivió en su propio hogar en California durante muchos años, en un momento dado se dio cuenta de que podía vivir en hoteles, para no tener que declarar al fisco por su residencia. Poco después, la ley cambió, por lo que cualquier persona que estuviera al menos 180 días residiendo en un estado cualquiera debía pagar impuestos por ello. Entonces, Hughes decidió ir cambiando de hotel y de estado. Cuando tras su muerte, los estados de California y Texas trataron de cobrar los impuestos relativos a su herencia, no pudieron probar que hubiera sido residente legal en ninguno de los dos territorios.
Además, los directivos de sus empresas no percibían grandes sueldos mientras estuvieran en el cargo, para no tener que pagar más impuestos. Su plan consistía en que una vez que dejaran la compañía, Hughes hacía declaraciones públicas críticas y ofensivas hacia ellos. Y entonces debían demandarle judicialmente por difamación. Por supuesto, el magnate perdía los juicios y les pagaba de ese modo los millones que les debía, ahorrándose otros tantos. Así pasó con Noah Dietrich y Robert Maheu (cuya indemnización fue de 2.2 millones de dólares), entre otros.

## Aviación
Durante toda su vida Howard Hughes fue un entusiasta de la aviación. Se dice que voló por primera vez a los 14 años, aunque no está confirmado. De lo que no hay duda es de que fue un intrépido piloto y un gran industrial del sector. Además, su indiscutible inteligencia y su interés por la aviación y la mecánica le permitieron convertirse en ingeniero aeronáutico de forma autodidacta, dominando profundos y amplios aspectos en la construcción y diseño de aeronaves.
Fundó la compañía Hughes Aircraft y fijó récords mundiales pilotando sus aviones. Su máquina tecnológicamente más relevante fue el Hughes H-1 Racer. El 13 de septiembre de 1935, volando el H-1, alcanzó los 566 km/h, batiendo el anterior récord de velocidad aérea de 515 km/h, cerca de Santa Ana, California.
Un año y medio más tarde (el 19 de enero de 1937), con un H-1 rediseñado, consiguió batir su propio récord transcontinental de velocidad aérea, al volar sin escalas desde Burbank, Los Ángeles, hasta Newark, Nueva Jersey, en 7 horas, 28 minutos y 25 segundos. (antes lo había hecho en 9 horas, 27 minutos y 10 segundos). Su velocidad media fue de 518 km/h.
El H-1 mostró un importante número de innovaciones en su diseño. Contaba con un tren de aterrizaje retractable, y todos los remaches y empalmes habían sido fijados a ras en el cuerpo del aeroplano, para reducir la fricción cinética y ganar velocidad. El H-1 influenció el diseño de algunos aeroplanos de la Segunda Guerra Mundial, como el Mitsubishi A6M, el Focke-Wulf Fw 190 y el F6F Hellcat. El H-1 fue donado al Instituto Smithsoniano en 1975, y se exhibe en su Museo Nacional del Aire y el Espacio, en Washington D. C.
El 14 de julio de 1938 Hughes estableció una nueva marca al completar un vuelo alrededor del mundo en 3 días, 9 horas y 17 minutos, batiendo la anterior por más de cuatro días. Para este vuelo no utilizó ninguno de sus aeroplanos, sino el Lockheed Model 14 Super Electra, dotado de radio y equipos de última tecnología (acompañado por una tripulación de cuatro hombres). Hughes pretendía que aquella hazaña fuese una gran victoria tecnológica, para demostrar así que los viajes aéreos de larga distancia podían ser completamente seguros.

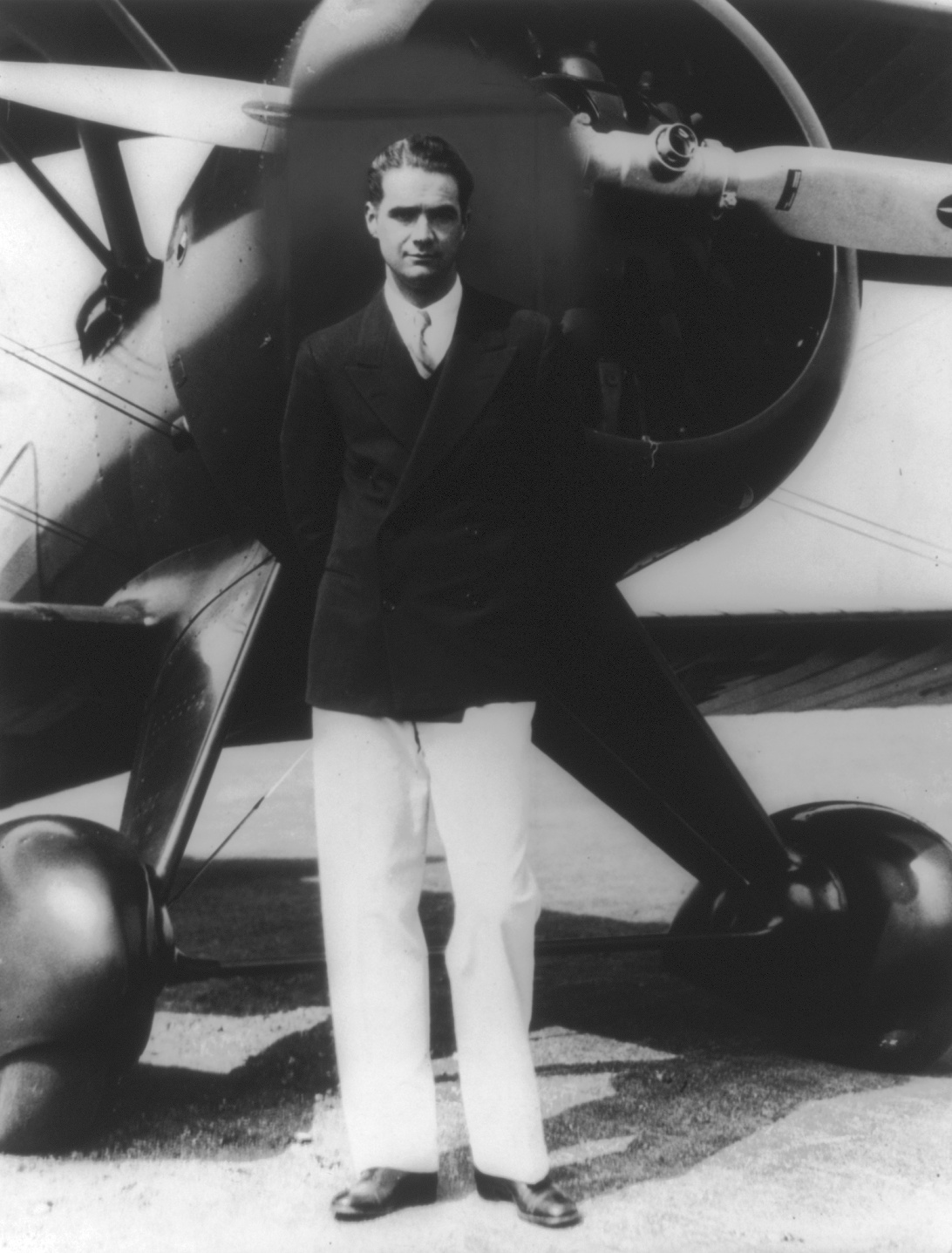
Hughes en la década de 1940.

El joven magnate recibió muchos premios como piloto, como el Harmon Trophy (en 1937, por establecer el nuevo récord Burbank-Newark y, de nuevo, en 1938, por el récord de vuelo alrededor del mundo), el Collier Trophy (en 1938 también) y el Octave Chanute Award (en 1940). En 1939, fue galardonado con la Medalla de Oro del Congreso «en reconocimiento a los logros en hacer avanzar la ciencia de la aviación, y así conseguir un gran reconocimiento hacia este país en todo el mundo». Sin embargo, según The New York Times, Hughes no se molestó en acudir a Washington D. C. a recoger la medalla. Finalmente, el presidente Franklin D. Roosevelt se la envió por correo.

### Hughes Aircraft
La compañía Hughes Aircraft fue fundada en 1932 en la esquina de un hangar de la Lockheed Corporation en Burbank, California. En principio fue una división de la Hughes Tool Company, ideada para realizar la costosa conversión del H-1 Racer en un avión militar. Durante y después de la Segunda Guerra Mundial, Hughes consiguió convertir su compañía en contratista del Departamento de Defensa. La división Hughes Helicopters se creó en 1947, cuando el fabricante de helicópteros Kellett vendió a Hughes su último modelo para su producción.
Al año siguiente aparecieron nuevas divisiones en la empresa, Hughes Aerospace Group, The Hughes Space and Communications Group y Hughes Space Systems Division. En 1961, éstas fueron fusionadas para dar paso a Hughes Space and Communications Company.
Howard siempre intentó minimizar el pago de impuestos, por lo que trató de trasladar Hughes Aircraft al estado de Nevada, más laxo en cuestiones fiscales, con lo que finalmente, en 1953, donó todos los activos de Hughes Aircraft a su recién creada institución médica sin ánimo de lucro, el Instituto Médico Howard Hughes, exenta de impuestos.

### El accidente del XF-11
El 7 de julio de 1946, Hughes sufrió un grave accidente en Los Ángeles cuando efectuaba el primer vuelo de prueba experimental del avión espía XF-11, que construía para el Ejército de los Estados Unidos. La prueba transcurrió normalmente, sin embargo a los 105 minutos de haber despegado y preparándose para retornar, una imperceptible pérdida de aceite en el motor derecho hizo que disminuyera la presión que es necesaria para controlar el paso de las hélices, haciendo que estas revirtieran su ángulo de ataque. Esto hizo que el motor tirara fuertemente hacia atrás, descompensando el avión y llevándolo a perder altitud rápidamente. Esta situación, difícil de controlar, fue analizada días después del accidente, por lo que el accidente no puede catalogarse como fallo humano sino como fallo mecánico.
Hughes trató de aterrizar el aparato en el campo de golf del Los Angeles Country Club, en Beverly Hills, pero no lo consiguió. El XF-11 impactó contra tres casas, y sus depósitos de combustible explotaron. Hughes, muy malherido, logró salir de la cabina, pero sufriendo graves quemaduras, al estar ardiendo el propio avión y los alrededores. Fue auxiliado por el sargento primero del Cuerpo de Marines de los Estados Unidos William L. Durkin, que se encontraba en la zona. Sufrió lesiones internas, múltiples fracturas (la clavícula, todas las costillas, entre otras) y quemaduras de tercer grado por todo el cuerpo. Tuvo secuelas el resto de su vida. A partir de entonces, un bigote taparía las cicatrices de su labio superior.
La Fuerza Aérea de los Estados Unidos culpó del siniestro al propio Hughes, que según los militares cometió varias irregularidades, como no seguir la ruta prevista, o usar una frecuencia de radio distinta a la asignada. Además, en el informe se decía que había perdido el control de la aeronave antes de caer. Esto supuso un duro golpe para el ego de Hughes, que no dudó en protestar e intentar rectificar dicho informe. El magnate señaló que en ningún momento perdió el control del aparato, sino que fue perdiendo altura debido al fallo de una de las hélices. Y también denunció que el informe de la Fuerza Aérea era parcial e injusto. Según declaró, los militares no querían reconocer ninguna prueba que evidenciara errores en el funcionamiento de su sistema de hélices, que había costado enormes cantidades de dinero. Este sistema constaba de dos hélices de cuatro palas conectadas en tándem, una detrás de otra, y cada una giraba en sentido opuesto a la otra; estas hélices al igual que el avión eran de tipo experimental.
En el hospital, Hughes tenía el cuerpo destrozado pero aún se encontraba consciente; incluso, llamó a sus ingenieros para que le hicieran una cama a medida, ya que el diseño no le gustaba. Siguiendo sus indicaciones técnicas, le pusieron un sistema hidráulico manejado por 30 motores eléctricos, que le permitía ajustar la cama pulsando varios botones, creando la moderna cama de hospital.

### Hughes y su H-4 Hercules

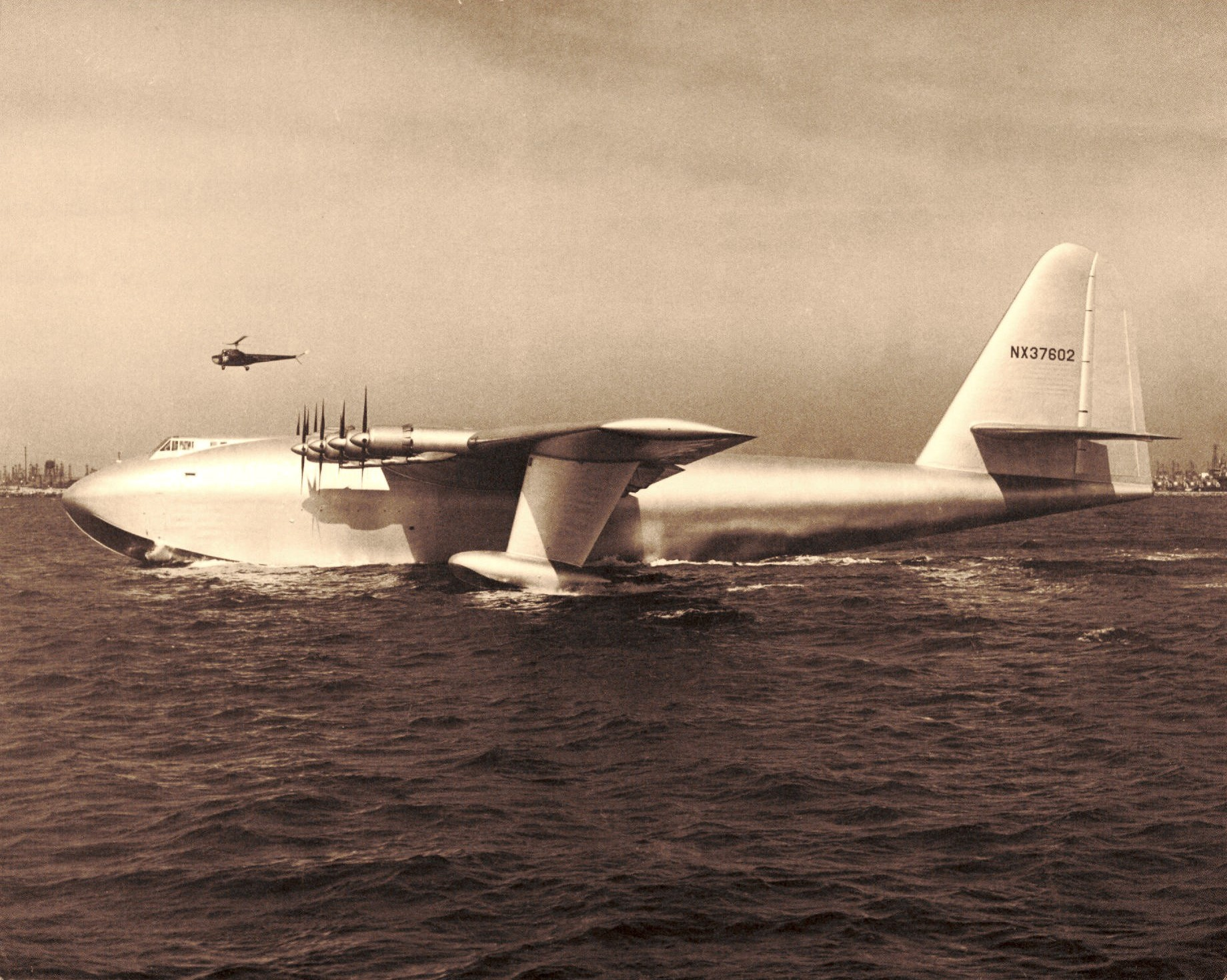
Hughes H-4 Hercules preparándose para el vuelo de 1947

Su proyecto más famoso quizás fue el H-4 Hercules. Al construir este gigantesco hidroavión, Hughes batió un récord más: creó el avión de mayor envergadura construido hasta la fecha. Debido a las restricciones sobre el uso de aluminio y acero, fue construido casi por completo de madera de abedul, aunque la prensa lo apodó el Spruce Goose («ganso de abeto»). Estaba ideado para usarlo en la Segunda Guerra Mundial para transportar gran cantidad de tropas y equipo a través del Atlántico, evitando así las gravísimas pérdidas que ocasionaban los submarinos alemanes. Pero la propia magnitud y complejidad del proyecto impidieron que fuera terminado a tiempo; en efecto, el H-4 tenía un avance del 60 % cuando terminó la guerra y también su utilidad.
El Hercules suscitó gran controversia, y la prensa acusó a Howard de falta de criterio y de despilfarrar el erario. Se llegó a dudar que algún día consiguiera siquiera construir semejante aeronave. Debido a su espectacular tamaño (pesaba 193 toneladas), sólo se pudo construir un único aparato. Ante el debate público surgido en torno a su viabilidad, Hughes declaró que si no lograba hacerlo volar abandonaría el país para no volver.
En 1947 tuvo que comparecer ante el Comité de Investigación de la Guerra del Congreso, para explicar los motivos por los que no había cumplido con los plazos del contrato. Hughes se defendió con vehemencia y notable inteligencia, y el comité se disolvió sin siquiera redactar un informe final. Una vez más Hughes se salió con la suya, e hizo volar el gigantesco hidroavión el 2 de noviembre de 1947 en Long Beach, California, ante una gran multitud. No obstante, el Hercules tan sólo se elevó 30 metros sobre el agua durante una milla (1,6 kilómetros), con el propio Hughes a los mandos, alcanzando unos 130 km/h. No volvería a volar nuevamente.
Más tarde, declaró que lo hizo sólo para demostrar ante el Congreso y la opinión pública que el dinero de los contribuyentes había sido gastado correctamente. Estuvo bajo los focos de los medios de comunicación (fue portada de la revista Time el 19 de julio de 1948). Actualmente, el Spruce Goose se encuentra en el Evergreen Aviation Museum, en McMinnville, Oregón.

### La aventura de las aerolíneas TWA
En 1939, Hughes invirtió siete millones de dólares en acciones de la compañía Trans World Airlines (TWA), y se hizo con el control de esa aerolínea. Al asumir la propiedad de TWA, se le prohibió a Hughes, según la ley federal, construir sus propios aeroplanos.
Howard tuvo que lidiar con un competidor, la Panagra, más tarde Pan American World Airways (Pan Am), representada por el poderoso negociante Juan Trippe, quien en ese momento tenía la supremacía de las rutas aéreas norteamericanas y sudamericanas. Trippe tenía el monopolio de los cielos y además muchas voluntades compradas a nivel gubernamental, y fue un acérrimo enemigo de Hughes.
Buscando un aeroplano que realizaría un mejor trabajo que la flota de Boeing 307 de la TWA, Hughes se acercó al competidor de Boeing, Lockheed.
De hecho, Hughes ya tenía una buena relación con Lockheed, ya que ellos habían construido el avión que usó para volar alrededor del globo en 1938. Lockheed aceptó la demanda de Howard para construir un nuevo avión en secreto. El resultado final fue el estilizado y elegante Lockheed Constellation, y la TWA compró los primeros 40 aviones de la cadena de producción (realizando así el mayor y más costoso pedido de aviones de la historia hasta ese momento).
A pesar de que Pan Am fue considerada como la aerolínea bandera de Estados Unidos durante su existencia, TWA fue la segunda aerolínea más representativa de ese país y, a diferencia de Pan Am, monopolizaba los vuelos internos, haciendo que fuera, en cierto sentido, una compañía más grande que Pan Am. Este hecho, sumado a que Hughes era dueño de gran parte de las acciones de la compañía, hicieron de Hughes el hombre más rico de Estados Unidos y el primer millonario estadounidense que superó la fortuna de 1000 millones de dólares.
En 1956, Hughes hizo un pedido de 63 Convair 880 para la TWA, con un costo de 400 millones de dólares. Aunque Hughes era extremadamente rico en este tiempo, los acreedores exteriores le exigieron que abandonara el mando de la TWA a cambio de dinero. Muchas de las maniobras en su contra estaban impulsadas por Trippe.
En 1960, en última instancia, tuvo que dejar la TWA, aunque todavía poseía el 78 % de la compañía, por lo que luchó por recuperar el control total de la misma en años siguientes.
En 1966, un tribunal federal estadounidense le forzó a vender sus acciones, debido a conflictos de intereses entre la TWA y su propia compañía aeronáutica (Hughes Aircraft). La venta de su parte de la TWA le hizo ganar 547 millones de dólares. Durante los años 70, Hughes volvió al negocio de las líneas aéreas, comprando la línea Aérea el Oeste y renombrándola Hughes Airwest.

## De la reclusión a la muerte
A finales de 1950 Howard Hughes había desarrollado ya claros síntomas debilitantes de trastorno obsesivo-compulsivo (TOC). El que fuera uno de los hombres más vistos de América, ahora desaparecía totalmente de la vida pública, aunque los tabloides continuaron informando sobre su comportamiento y paradero.
El 12 de enero de 1957, Hughes se casó con Jean Peters, a la que había conocido hacía varios años. Su segundo matrimonio fue también tormentoso, debido a sus cada vez más obsesivas manías y a su tendencia a recluirse. De hecho, llegó un momento a partir del cual solo contactaba con su esposa por teléfono. En varias ocasiones, los medios publicaron que estaba en fase terminal, mentalmente inestable, e incluso muerto.
Hughes había sido obsesivo-compulsivo durante toda su vida. En los años 30, los amigos cercanos divulgaron su obsesión por el tamaño de los guisantes (uno de sus alimentos preferidos), y que incluso utilizaba un tenedor especial para clasificarlos por tamaño antes de consumirlos.
Mientras producía The Outlaw, Hughes se obsesionó por un defecto de menor importancia en una de las blusas de Jane Russell, argumentando que la tela se agrupaba a lo largo de una costura, con lo que daba la apariencia de que cada uno de los pechos de Russell tenía dos pezones. Estuvo tan preocupado por ello que llegó a redactar un detallado memorándum sobre cómo resolver el problema, y lo repartió entre los miembros del equipo de rodaje.
Hughes llegó a recluirse por completo, se encerró en cuartos oscurecidos, inducido por el uso de medicamentos y drogas, aunque siempre mantuvo las visitas de un peluquero. Varios doctores vivían en la casa cobrando un sueldo sustancial, sin embargo Hughes raras veces los veía y por lo general rechazaba seguir su consejo.
Hacia el final de su vida, su círculo administrativo íntimo se componía en gran parte de mormones, ya que él los consideraba de confianza, porque no podían beber alcohol y por el valor agregado de ser moralmente honestos (si bien Hughes nunca profesó esa religión).
Residía en la entonces moderna y próspera Managua, capital de Nicaragua, en el hotel más exclusivo de América Central de aquella época, el Hotel Intercontinental (actualmente Crowne Plaza), cuando lo sorprendió el terremoto de Managua de 1972, el 23 de diciembre. Ese mismo año huyó despavorido de allí en forma misteriosa. Se dice que quería hacer negocios allí con el general Anastasio Somoza Debayle. Por precaución, posterior al terremoto antes de partir de Nicaragua, fue huésped en uno de los palacios de la familia Somoza.
El 5 de abril de 1976, a la edad de 70 años, completamente autorrecluido en una suite de un prestigioso hotel de Acapulco, Hughes agoniza. Toman un avión hacia el Hospital Metodista de Houston, pero nada se puede hacer ya por él. Se cree que pudo haber fallecido en pleno vuelo, o incluso antes de salir de México. Ya en Houston, los médicos pudieron ver un cuerpo de aspecto muy envejecido y muy delgado, con una larga barba y con las uñas muy crecidas. A causa de su reclusión, el FBI tuvo que identificarle con sus huellas dactilares.
Una autopsia posterior registró la insuficiencia renal como la causa de la muerte. Hughes estaba en muy mal estado físico en el momento de su muerte. Sufría de desnutrición y estaba cubierto de úlceras de decúbito. Si bien sus riñones estaban dañados, sus otros órganos internos, incluido su cerebro, que no tenían daños visibles aparte de las enfermedades, se consideraron perfectamente sanos. Las radiografías revelaron cinco agujas hipodérmicas rotas en la carne de sus brazos. Para inyectar codeína en sus músculos, Hughes había usado jeringas de vidrio con agujas de metal que se desprendían fácilmente.
El 7 de abril de 1976 fue enterrado en el panteón familiar del histórico Cementerio Glenwood de Houston, junto a sus padres.

## Reconocimientos como aviador
| Reconocimiento                    | Año  |
| --------------------------------- | ---- |
| Harmon Trophy                     | 1936 |
| Harmon Trophy                     | 1938 |
| Collier Trophy                    | 1939 |
| Congressional Gold Medal of Honor | 1939 |
| Octave Chanute Award              | 1940 |

## En el área cinematográfica
Sus dos primeros filmes, estrenados en 1927, Everybody's Acting y Hermanos de armas, fueron éxitos de taquilla —esta última ganadora de un Premio Óscar al mejor director, donde Howard actuó de productor. La horda en 1928 y Un gran reportaje, en 1931 también estuvieron nominadas a los premios de la Academia.
Entre 1927 y 1930 gastó 3.8 millones de dólares de su propio dinero para producir Los ángeles del infierno, producida y dirigida por él mismo, con la ayuda de Luther Reed. En principio, el director iba a ser Marshall Neilan, pero la actitud dominante de Hughes le hizo abandonar. Con la mitad de la película rodada, el estreno de El cantor de jazz (el 6 de octubre de 1927) trajo la revolución del sonido al cine. Hughes incorporó la nueva tecnología a esa primera mitad del filme, teniendo que despedir a la actriz noruega Greta Nissen, debido a que su acento no encajaba con el papel de aristócrata británica. Fue sustituida por Jean Harlow, starlet descubierta por el propio Hughes.
El rodaje duró casi tres años, y costó la vida de tres pilotos. La película se estrenó con gran boato en el Grauman's Chinese Theatre de Los Ángeles, el 24 de mayo de 1930. Entre otros, asistieron como invitados Charles Chaplin y Buster Keaton. El filme recaudó cerca de 8 millones de dólares, cifra que actualmente serían unos 90 millones.
En 1932 produjo Scarface. The Outlaw (El forajido) es su película más conocida, protagonizada por Jane Russell en 1943.
En 1948 se convirtió en un nuevo magnate del cine hollywoodiense al apoderarse de una participación en la dirección de RKO Pictures.
En 1956 produjo The Conqueror (El conquistador de Mongolia), todo un fracaso, considerándose incluso una película maldita, teniendo remordimiento el resto de su vida por haber producido una película con esta suerte, en todos los sentidos. La mantuvo enlatada luego de comprar todas las copias a un costo de 12 millones de dólares.
Los empleados de la casa de Hughes dicen que esa película era la única que veía en repetidas ocasiones hasta el final de sus días.

### Filmografía
| Título                   | Año  |
| ------------------------ | ---- |
| Swell Hogan              | 1926 |
| Everybody's Acting       | 1927 |
| Hermanos de armas        | 1927 |
| La horda                 | 1928 |
| Un gran reportaje        | 1928 |
| Los ángeles del infierno | 1930 |
| Scarface                 | 1932 |
| The Outlaw               | 1943 |
| The Conqueror            | 1956 |

## Representaciones fílmicas
En 2004, Leonardo DiCaprio le interpretó en el filme El aviador, de Martin Scorsese, el cual se basaba en la película para televisión El increíble Howard Hughes, estrenada en 1977 como primer filme tras su muerte y que fue protagonizada por Tommy Lee Jones y dirigida por William A. Graham. Esta última era la adaptación a su vez de la biografía no autorizada, firmada por su exnotario Noah Dietrich y por Bob Thomas.
La película Rules Don't Apply, ambientada en Hollywood en la década de 1950, se centra en la relación romántica entre una joven actriz y un empleado, la cual es prohibida por su empleador Howard Hughes. Se estrenó el 23 de noviembre de 2016 en los Estados Unidos.
En el capítulo 10 de la temporada 5 de la serie de dibujos animados Los Simpson, titulado $pringfield (or, How I Learned to Stop Worrying and Love Legalized Gambling), el personaje del Sr. Burns se comporta como Howard Hughes.
En la película The Rocketeer, de 1991, donde Howard Hughes es interpretado por Terry O'Quinn, el protagonista Cliff Secord, interpretado por Billy Campbell, conoce a Hughes durante las pruebas y diseño del H-4 Hercules, escapando colgado de la maqueta a escala del avión, dando la seguridad a Howard Hughes de que su avión sí volará.
El personaje de Andrew Ryan en el videojuego BioShock de 2007 está basado vagamente en Hughes. Ryan es un industrial multimillonario en los Estados Unidos de la posguerra que, buscando evitar gobiernos, religiones y otras influencias "parasitarias", ordenó la construcción secreta de una ciudad submarina, Rapture. Años más tarde, cuando la visión de Ryan para Rapture cae en la distopía, se esconde y usa ejércitos de humanos mutados, "Splicers", para defenderse y luchar contra aquellos que intentan apoderarse de su ciudad, incluido el personaje del jugador.
En Fallout: New Vegas, el personaje de Robert Edwin House, un rico magnate de negocios y empresario que es dueño de la zona comercial de New Vegas, está basado en Howard Hughes y se parece mucho a él en apariencia, personalidad y antecedentes. También se puede encontrar un retrato del Sr. House en el juego que se parece mucho a un retrato de Howard Hughes de pie frente a un avión de persecución del ejército Boeing.
El personaje Howard Stark de la franquicia Marvel es un rico inventor de tecnología futurista, encarna claramente la personalidad y el entusiasmo de Hughes y fue nombrado "Howard" en su honor, haciendo numerosas apariciones en sus medios. En la película de 2011, Capitán America: el primer vengador, es un personaje secundario interpretado por Dominic Cooper.